# Високе (Поморське воєводство)
Високе (пол. Wysokie) — село в Польщі, у гміні Ленчиці Вейгеровського повіту Поморського воєводства.
Населення — 263 особи (2011).
У 1975-1998 роках село належало до Гданського воєводства.

## Демографія
Демографічна структура станом на 31 березня 2011 року:
|          | Загалом | Допрацездатний вік | Працездатний вік | Постпрацездатний вік |
| -------- | ------- | ------------------ | ---------------- | -------------------- |
| Чоловіки | 132     | 37                 | 88               | 7                    |
| Жінки    | 131     | 35                 | 78               | 18                   |
| Разом    | 263     | 72                 | 166              | 25                   |